# 四川忍冬
四川忍冬（学名：Lonicera szechuanica）是忍冬科忍冬属的植物，为中国的特有植物。分布于中国大陆的甘肃、河北、西藏、云南、山西、宁夏、四川、青海、陕西、湖北等地，生长于海拔2,150米至3,800米的地区，一般生于林缘、山坡、山顶的冷杉、云杉林中及灌丛中，目前尚未由人工引种栽培。

## 别名
五台金银花（中国树木分类学） 五台忍冬（东北木本植物图志）